# Mystik
Ghislain Loussingui Diabaka, connu sous le nom de Mystik, est un art-thérapeute, ancien rappeur et producteur français, né en 1978 à Pointe-Noire, au Congo. Il a été membre du collectif Bisso Na Bisso et est proche du Ménage à 3 et du Noyau Dur. Il décide au début des années 2010 de se retirer du hip-hop.

## Biographie
Ghislain est né en 1978 à Pointe-Noire, en République du Congo. Il immigre en France à l'âge de 11 ans en 1989, puis passe une partie de sa vie à Meaux, en Seine-et-Marne,,.  « Heureusement, la musique a toujours été proche de moi. Quand tu vis dans une famille africaine, la musique est toujours présente, c'est comme ça. Quand je suis arrivé en France, c'était encore l'époque du top 50 ! T'étais obligé d'écouter du Patricia Kaas, du Goldman, t'avais pas le choix », explique-t-il.
Il rejoint le collectif congolais Bisso Na Bisso en compagnie de Passi, Ben-J, Ärsenik ou encore 2Bal, et publie à leurs côtés l'album Racines en 1999. Il publie ensuite son premier EP, Le chant de l'exilé d'où il sample un titre de Cyndi Lauper, True Colours, en duo avec K-Reen Le fruit défendu, classé 15e en France; il connaît aussi un certain succès avec le titre Mobebissi. Il est nommé avec Bisso Na Bisso en 2001 dans la catégorie de meilleur clip en Afrique du Sud d'un groupe par Nelson Mandela. Mystik commence sa carrière musicale en solo en 2002, et propose en parallèle des ateliers de slam et de rap dans le quartier de Beauval. Sort ensuite son deuxième album, Naturel Mystik, la même année, puis un street CD intitulé Gonflé à bloc en 2005. En 2007, il emménage à Marseille, dans les Bouches-du-Rhône, reprend ses études à la fac et obtient un diplôme universitaire de formateur en atelier d’écriture. Il coproduit en compagnie de DJ H, la compilation Dans les rues de Marseille, sur laquelle posent Soprano, Keny Arkana, Bouga ou encore Beretta le groupe de Kalash L'afro.
Il multiplie les ateliers d'écriture dans des structures et des villes très différentes. En 2012, il sort un nouvel et dernier  album intitulé Fukushima 8.9, publié en juin. En 2013, il part en Algérie pour la tournée de sa chanson Solitaire solidaire, issu de l'album.
Il est maintenant formateur à l’E2C ( école de la 2 eme chance ) pour aider des jeunes de 16 à 25 ans à se réinsérer dans la vie professionnelle

## Discographie

### Albums studio
- 1999 : Le chant de l'exilé
- 2002 : Naturel Mystik
- 2005 : Gonflé à bloc (street CD)
- 2006 : Dans les rues de Marseille
- 2008 : Mystikamente Collector (collector)
- 2012 : Fukushima 8.9

### Albums collaboratifs
- 1999 : Racines (Bisso Na Bisso)

## Clips
- 1997 : La sédition (feat. 2Bal)
- 2000 : Mobébissi (feat. Zao réalisé par John Gabriel Biggs)
- 2000 : Le fruit défendu
- 2011 : Ex-Congolais
- 2011 : CQFD
- 2011 : Cellule de crise
- 2011 : Pelo
- 2011 : MYSTIK Back
- 2012 : International Soldat Stikmy
- 2012 : Rue du blues (Tournée au mur de Berlin)

## Apparitions
- 1996 : Rockin' Squat feat. Mystik, Prodige Namor & Doudou - L'undaground s'exprime Chapitre 2
- 1997 : Mystik feat. 2Bal - La sédition (sur la B.O. du film Ma 6-T va cracker)
- 1997 : Mystik - Trop dur (sur la B.O. du film Ma 6-T va cracker)
- 1997 : Arco feat. Mystik - La roue tourne (sur la B.O. du film Ma 6-T va cracker)
- 1997 : Mystik feat. 2Bal - Le temps de opprimés (sur la B.O. du film Ma 6-T va cracker)
- 1997 : Mystik feat. IAM, Assassin, Passi, Stomy Bugsy, Fabe... - 11'30 contre les lois racistes (sur le maxi 11'30 contre les lois racistes)
- 1998 : Mystik feat. Ménage à 3 - Sachons dire non (sur la compilation Sachons dire NON Vol.1)
- 1998 : Mystik - L'empreinte de mes pas (sur la compilation Cercle rouge)
- 1998 : Mystik - Ainsi va la vie (sur la compilation Cercle rouge)
- 1998 : Mystik - Dans l'impasse (sur la compilation Cercle rouge)
- 1999 : Mystik feat. Rohff, Pit Baccardi & Neg'Marrons - On fait les choses (sur la compilation Première classe Vol.1)
- 1999 : Mystik feat. Fonky Family, Sinistre, KDD, Akhenaton, Chiens de Paille, Prodige Namor, Soldafada, 2Neg, Yazid & Endo - 16'30 contre la censure sur le maxi 16'30 contre la censure)
- 1999 : Mystik feat. Ménage à 3 - Sachons dire non (sur la compilation Le Groove prend le maki)
- 1999 : Ménage à 3 feat. Mystik - Combat de rue (sur le maxi du même nom)
- 2000 : Mystik - L'État ne m'a pas fait naitre (sur la compilation Les militants)
- 2000 : Monsieur R feat. Mystik, G'Kill & Lino - Quoi ma gueule (sur l'album de R, Anticonstitutionnellement)
- 2000 : Mystik feat. Alonso, Sinistre, Snell & L'âme 2 Razwar - Mon pire ennemi (sur la compilation Ghett' Out Vol.1)
- 2000 : Mystik feat. K-Reen - Le fruit défendu
- 2001 : Bastos feat. Mystik - Voilà le résultat (sur le maxi de Bastos, J'peux pas me taire)
- 2002 : Monsieur R feat. Mystik, Tandem, Sniper, Le Rat Luciano, Lino, Youssoupha, Ol' Kainry, Kamnouze etc. - La lutte est en marche (sur la compilation Sachons dire NON Vol.3)
- 2003 : Ritmo feat. Mystik - Fais-le (sur l'album de Ritmo, L'arme à l'œil)
- 2004 : Sinistre feat. Mystik - On clôt le débat (sur l'album de Sinistre, Zone sinistrée)
- 2004 : G'Kill feat. Mystik & Ritmo - Faut que je me range (sur le street CD de G'Kill, Naufragé du temps)
- 2005 : Mystik feat. Soprano & Mino - Je reste au front (sur la compilation Hematom résurrection)
- 2005 : Noyau Dur feat. Mystik - Instinct de survie (sur l'album du Noyau Dur, ND)
- 2005 : Dernier Pro feat. Mystik - Éteins ta radio (sur l'album de Dernier Pro, Vision)
- 2005 : Ritmo feat. Mystik - Fais-le (sur le maxi de Ritmo, L'arme à l'œil)
- 2005 : K.ommando Toxic feat. Mystik - On fait les choses (sur le street CD du K.ommando Toxic, Retour vers le futur)
- 2005 : Alibi Montana feat. Mystik & Seydina - 77, 93, 94 (sur le street CD d'Alibi, Toujours ghetto Vol.2)
- 2006 : Mystik - Meldek (sur la compilation Independenza labels)
- 2006 : Mystik - Résurrection (sur la compilation Les yeux dans la banlieue)
- 2006 : Moubaraka feat. Mystik, Sefyu, Alino, Bastos & Friz - La rage de vaincre (sur le street CD de Moubaraka, L'envie de percer)
- 2007 : Mystik - Jusqu'à quand ? (sur la compilation Ecoute la rue Marianne)
- 2007 :Stomy Bugzy feat. Mystik, Alpha 5.20, Lino & Tekila - Sois hardcore Remix (sur l'album de Stomy Bugzy, Rimes passionnelles)
- 2007 : Layone feat. Mystik - L'ennemi du Rap (sur l'album de Layone, Les écrits restent)
- 2007 : Mystik feat. Has du 20'77 - Balles (sur la compilation Block Story)
- 2007 : Black Marché Feat Mystik - La loi de la jungle (sur le street CD de Black Marché, Au quart 2 tour)
- 2007 : Kalash L'afro feat. Mystik & Lino - La rage vs. la machine (sur l'album de Kalash, Cracheur de flammes)
- 2007 : RCFA feat. Mystik - Je veux du gras (sur l'album d'RCFA, Clem Vol.1)
- 2007 : Alpha 5.20 feat. Mystik - Vie d'artiste (sur la mixtape 2025 avant rakailles 4)
- 2008 : Gooki feat. Mystik - Normal (sur l'album de Gooki, Trop de choses à dire)
- 2008 : Haks feat. Mystik - Raconte-moi (sur la mixtape de Haks, L'arme du crime Vol.1)
- 2012: Rockin' Squat feat. Pyroman, Mystik - Le parcours du combattant (sur la mixtape Illegal Mixtape Vol 3)
- 2012 : Dals feat. Mystik - Do It (sur l'album de Dals Do It)